# Pogonia
Pogonia é um género botânico pertencente à família das orquídeas. Crescem tanto em áreas úmidas como secas, mas sempre abertas e ensolaradas, da América do Norte e Ásia oriental, inclusive no Japão.
Como as Pogoniopsis, são espécies sem os tubérculos radiculares existentes nas espécies dos outros gêneros desta tribo. As plantas medem cerca de 30 centímetros de altura e espalham-se por meio de longo rizoma subterrâneo. Suas flores, quase sempre solitárias, são vistosas, com labelo papiloso e bastante franjado nas margens.

## Espécies
1. Pogonia japonica Rchb.f., Linnaea 25: 228 (1852).
2. Pogonia kungii Tang & F.T.Wang, Contr. Inst. Bot. Natl. Acad. Peiping 2: 135 (1934).
3. Pogonia minor (Makino) Makino, Bot. Mag. (Tokyo) 23: 137 (1909).
4. Pogonia ophioglossoides (L.) Ker Gawl., Bot. Reg. 2: t. 148 (1816).
5. Pogonia parvula Schltr., Repert. Spec. Nov. Regni Veg. Beih. 4: 54 (1919).
6. Pogonia trinervia (Roxb.) Voigt, Hort. Suburb. Calcutt.: 632 (1845).
7. Pogonia yunnanensis Finet, Bull. Soc. Bot. France 44: 419 (1897).